# Échangeur de Hauts-Sarts
L'échangeur de Hauts-Sarts est un échangeur de Belgique entre l'A3 (E40) et l'A601. 
Il n'est actuellement plus utilisé à la suite de la fermeture de l'A 601, au profit de l'échangeur de Vottem pour accéder à l'A13 (E313).